# Grallaria flavotincta
A Grallaria flavotincta a madarak osztályának verébalakúak (Passeriformes) rendjébe és a hangyászpittafélék (Grallariidae) családjába tartozó faj.

## Rendszerezése
A fajt Philip Lutley Sclater angol ügyvéd és zoológus írta le 1877-ben.

## Előfordulása
Az Andok nyugati részén, Ecuador és Kolumbia területén honos. Természetes élőhelye a szubtrópusi és trópusi hegyi esőerdők.

## Megjelenése
Testhossza 18 centiméter.

## Természetvédelmi helyzete
Elterjedési területe nem nagy, egyedszáma viszont stabil. A Természetvédelmi Világszövetség Vörös listáján nem fenyegetett fajként szerepel.